# German Tennis Championships 2013
Il German Tennis Championships 2013 è stato un torneo di tennis giocato sulla terra rossa. È stata la 107ª edizione dell'evento che dal 2009 ha preso il nome di International German Open, e che faceva parte della categoria ATP World Tour 500 series nell'ambito dell'ATP World Tour 2013. Si è giocato all'Am Rothenbaum di Amburgo in Germania dal 14 al 22 luglio 2013.

## Partecipanti

### Teste di serie
| Nazionalità | Giocatore            | Ranking* | Testa di serie |
| ----------- | -------------------- | -------- | -------------- |
| Svizzera    | Roger Federer        | 5        | 1              |
| Germania    | Tommy Haas           | 11       | 2              |
| Spagna      | Nicolás Almagro      | 16       | 3              |
| Polonia     | Jerzy Janowicz       | 17       | 4              |
| Francia     | Gilles Simon         | 18       | 5              |
| Argentina   | Juan Mónaco          | 20       | 6              |
| Italia      | Andreas Seppi        | 23       | 7              |
| Ucraina     | Aleksandr Dolhopolov | 24       | 8              |
| Francia     | Jérémy Chardy        | 26       | 9              |
| Francia     | Benoît Paire         | 27       | 10             |
| Spagna      | Tommy Robredo        | 28       | 11             |
| Spagna      | Feliciano López      | 30       | 12             |
| Italia      | Fabio Fognini        | 31       | 13             |
| Russia      | Michail Južnyj       | 32       | 14             |
| Spagna      | Fernando Verdasco    | 35       | 15             |
| Lettonia    | Ernests Gulbis       | 36       | 16             |

* Ranking all'8 luglio 2013.

### Altri partecipanti
Giocatori che hanno ricevuto una Wild card:
- Roger Federer
- Matthias Bachinger
- Julian Reister
- Jan-Lennard Struff
- Alexander Zverev

Giocatori passati dalle qualificazioni:

- Federico Delbonis
- Andrej Golubev
- Jan Hájek
- Blaž Kavčič
- Łukasz Kubot
- Diego Schwartzman

## Campioni

### Singolare
Fabio Fognini ha sconfitto in finale  Federico Delbonis per 4–6, 7–6(8), 6–2.
- È il secondo titolo in carriera per Fognini.

### Doppio
Mariusz Fyrstenberg /  Marcin Matkowski hanno sconfitto in finale  Alexander Peya /  Bruno Soares per 3–6, 6–1, [10–8].